# Ланген, Йозеф
Йозеф Ланген (нем. Joseph Langen; 8 июня 1837, Кёльн — 13 июля 1901, Бонн) — католический теолог.

## Биография
Был профессором богословия в Боннском университете, опубликовал книги «Последние дни Иисуса» (нем. Die letzten Lebenstage Jesu; 1864) и «Иудеи Палестины во времена Христа» (нем. Das Judenthum in Palästina zur Zeit Christi; 1866).
Затем стал одним из идеологов старокатоличества. Более поздние работы: «Einleitung in das Neue Testament» (1873); «Das Vatikanische Dogma etc.» (1877); «Die trinitarische Lehrdifferenz zwischen d. abendländ. und morgenländ. Kirche» (1876; переведено на русский язык в «Протоколах общества любителей духовного просвещения» за 1876); «Geschichte der röm. Kirche bis Innocenz III» (1881—1893); «Die Kiemensromane, ihre Entstehung und ihre Tendenzen» (1890).